# Luftwaffe (Bundeswehr)
La Luftwaffe (arma dell'aria – pronuncia: ˈlʊftvafə ) è l'attuale aeronautica militare della Repubblica Federale Tedesca e parte integrante della Bundeswehr, le forze armate tedesche.

## Storia

### La rinascita
Dopo la seconda guerra mondiale, l'aviazione civile tedesca venne severamente ridotta, e quella militare fu completamente vietata fino all'ingresso della Germania Ovest nella NATO, negli anni cinquanta. Nel corso dei decenni seguenti, la Luftwaffe venne equipaggiata principalmente con aerei statunitensi fabbricati in Germania su licenza.
Durante gli anni sessanta la crisi degli Starfighter fu un grosso problema per la politica tedesca, in quanto molti caccia Lockheed Corporation F-104 si schiantarono dopo essere stati modificati per adattarsi alle esigenze della Luftwaffe.

### Luftstreitkräfte
Le "Luftstreitkräfte" (Forze aeree) della Germania Est utilizzarono aerei di fabbricazione sovietica, ed erano di gran lunga superiori a quelli degl'altri Paesi del Patto di Varsavia.
Dopo la riunificazione vennero acquisiti dalla Germania unita, ma messi fuori servizio a causa dei tagli al bilancio degli anni seguenti e venduti a paesi dell'Europa dell'est, a parte il MiG-29 che continuò a restare in servizio nella "nuova" Luftwaffe.

### La riunificazione
Dagli anni settanta la Luftwaffe della Germania Ovest e in seguito della Germania unita ha perseguito attivamente la costruzione di un aereo da combattimento europeo con il Panavia Tornado e recentemente con l'Eurofighter.
Nel 1999, per la prima volta dal 1945 la Luftwaffe venne ingaggiata in operazioni di combattimento come parte della forza NATO impegnata nella guerra contro la Jugoslavia durante il conflitto in Kosovo. Il ruolo della Luftwaffe fu limitato al supporto, ad esempio con la soppressione delle difese aeree nemiche (SEAD).
Nessun aereo della Luftwaffe fu perso durante questa campagna, ma il ruolo dell'aviazione tedesca si dimostrò controverso in Germania, a causa del forte sentimento ancora presente nella popolazione, che si oppone all'uso della forza da parte della Germania nelle questioni internazionali.

## Aeromobili in uso
Sezione aggiornata annualmente in base al World Air Force di Flightglobal del corrente anno. Tale dossier non contempla UAV, aerei da trasporto VIP ed eventuali incidenti accorsi durante l'anno della sua pubblicazione. Modifiche giornaliere o mensili che potrebbero portare a discordanze nel tipo di modelli in servizio e nel loro numero rispetto a WAF, vengono apportate in base a siti specializzati, periodici mensili e bimestrali. Tali modifiche vengono apportate onde rendere quanto più aggiornata la tabella.
| Aeromobile                             | Origine                            | Tipo                                                                              | Versione (denominazione locale)       | In servizio (2024) | Note | Immagine |  |
| Aerei da combattimento                 |                                    |                                                                                   |                                       |                    | |          |  |
| Eurofighter Typhoon                    | Regno Unito Germania Italia Spagna | Aereo da cacciaconversione operativa                                              | EF-2000AEF-2000B                      | 129                | 143 esemplari consegnati tra il 2003 ed il dicembre 2019. Un esemplare perso nel 2014 e due monoposto sono andati persi in una collisione che li ha coinvolti a giugno 2019. Il 5 novembre 2020, il Bundestag ha approvato l’acquisto di 38 caccia multiruolo Eurofighter tranche 4 (31 monoposto e 7 biposto) per 5,4 miliardi di euro per la Luftwaffe nell’ambito del programma “Quadriga”. Questi aerei andranno a sostituire gli aerei persi e altrettanti aerei della tranche 1 che hanno limitate capacità operative nel combattimento aereo mancando, poi, completamente in quelle aria-suolo. Ulteriori 20 esemplari ordinati il 5 giugno 2024. |          |  |
| Panavia Tornado                        | Regno Unito Germania Italia        | cacciabombardiereconversione operativacacciabombardiere per la guerra elettronica | Tornado IDS Tornado IDS DCTornado ECR | 6521               | 212 esemplari consegnati, restano in servizio, al giugno 2024, 68 IDS e 21 ECR che dovrebbero rimanere in servizio fino al 2030. Nel 2005 furono acquisiti anche gli IDS in carico alla Marineflieger. |          |  |
| Aeromobili per impieghi speciali       |                                    |                                                                                   |                                       |                    | |          |  |
| Bombardier Global 6000                 | Canada                             | ELINT                                                                             | Global 6000                           | 0                  | 3 Global 6000 da sorveglianza elettronica ordinati a luglio 2020. |          |  |
| Aeromobili a pilotaggio remoto         |                                    |                                                                                   |                                       |                    | |          |  |
| IAI Heron                              | Israele                            | UAV                                                                               | Heron TP                              | 5                  | 5 Heron TP ordinati il 14 giugno 2018 ed oggetti di un leasing che durerà dal 2020 al 2027. |          |  |
| Aerei per rifornimento in volo         |                                    |                                                                                   |                                       |                    | |          |  |
| Airbus A330 MRTT                       | Unione europea                     | aereo per rifornimento in volo                                                    | A330 MRTT                             | 10                 | 8 aerei di proprietà della NATO, ordinati nell'ambito del programma Multinational MRTT Unit (MMU) sottoscritto da Germania, Norvegia, Repubblica Ceca, Paesi Bassi, Belgio e Lussemburgo. Gli aerei portano le insegne della KLu olandese in quanto basati presso la base operativa principale di Eindhoven (Paesi Bassi). Un ulteriore aereo è stato ordinato a settembre 2020, portando a 9 il numero degli esemplari ordinati. Il 19 novembre 2020 è stato consegnato il terzo esemplare (T-056), che oltre alle capacità di rifornimento in volo è equipaggiato con apparecchiature MEDEVAC presso la base operativa avanzata. Il 23 marzo 2023 è stato ordinato un ulteriore esemplare che porta a 10 gli esemplari complessi i ordinati. Il 24 giugno 2025, sono stati ordinati ulteriori due aerei (portando il totale a 12 esemplari ordinati) e viene ufficializzato l'ingresso di Svezia e Danimarca nella Multinational MRTT Fleet. |          |  |
| Lockheed Martin KC-130J Super Hercules | Stati Uniti                        | aereo per rifornimento in volo                                                    | KC-130J                               | 3                  | Il Dipartimento di Stato americano ha autorizzato la vendita alla Germania in FMS di 3 velivoli da trasporto C-130J-30 e 3 aerorifornitori KC-130J. Il valore potenziale della commessa è di 1,4 miliardi di dollari. Primo KC-130J consegnato il 28 febbraio 2024. Consegne completate a fine aprile 2024. |          |  |
| Aerei da trasporto                     |                                    |                                                                                   |                                       |                    | |          |  |
| Airbus A400M                           | Unione europea                     | aereo da trasporto                                                                | A400M                                 | 45                 | Ordine ridotto dagli iniziali 60 a 53 (più 7 in opzione). Di questi, 13 sono in corso negoziati per la vendita portando il totale a 40. |          |  |
| Lockheed Martin C-130J Super Hercules  | Stati Uniti                        | aereo da trasporto                                                                | C-130J-30                             | 3                  | Il Dipartimento di Stato americano ha autorizzato la vendita alla Germania in FMS di 3 velivoli da trasporto C-130J-30 e 3 aerorifornitori KC-130J. Il valore potenziale della commessa è di 1,4 miliardi di dollari. Il primo C-130J-30 è stato consegnato il 19 febbraio 2022. Il secondo C-130J-30 è stato consegnato a giugno 2022. Il terzo C-130J-30 è stato consegnato il 24 agosto 2022. |          |  |
| Airbus A319                            | Unione europea                     | aereo da trasporto VIP                                                            | A319CJ                                | 3                  | 2 consegnati a partire dal 2010. |          |  |
| Airbus A321                            | Unione europea                     | aereo da trasporto VIP                                                            | A321-200A321Neo (LR)                  | 12                 | A luglio 2020 risulta in servizio un A321-200, mentre ulteriori due A321-200Neo (LR) sono stati ordinati. Il primo A321-200Neo (LR) è stato consegnato il 23 giugno 2022. Il secondo A321-200Neo (LR) è stato consegnato il 17 agosto 2022. |          |  |
| Airbus A350                            | Unione europea                     | aereo da trasporto VIP                                                            | ACJ350-900XWB                         | 3                  | 3 ACJ350-900XWB, variante dell'A350 per trasporto VIP, ordinati ad aprile 2019, che andranno a sostituire i 2 A340 utilizzati nello stesso ruolo. Il primo esemplare è stato consegnato il 20 agosto 2020. |          |  |
| Bombardier Global 5000                 | Canada                             | aereo da trasporto VIP                                                            | Global 5000                           | 3                  | 4 consegnati. |          |  |
| Bombardier Global 6000                 | Canada                             | aereo da trasporto VIP                                                            | Global 6000                           | 3                  | 3 Global 6000 da trasporto VIP ordinati a giugno 2019. |          |  |
| Bombardier CL-601 Challenger           | Canada                             | aereo da trasporto VIP                                                            | CL-601-1A                             | 6                  | 7 CL-601-1A consegnati. |          |  |
| Aerei da addestramento                 |                                    |                                                                                   |                                       |                    | |          |  |
| Northrop T-38 Talon                    | Stati Uniti                        | aereo da addestramento avanzato                                                   | T-38C                                 | 35                 | 46 consegnati. Basati negli Stati Uniti sulla Sheppard Air Force Base, operano con le insegne dell'USAF. |          |  |
| Beechcraft T-6 Texan II                | Stati Uniti                        | aereo da addestramento avanzato                                                   | T-6A                                  | 69                 | 69 T-6A consegnati. Basati negli Stati Uniti sulla Sheppard Air Force Base, operano con le insegne dell'USAF. |          |  |
| Grob G 120                             | Germania                           | Aereo da addestramento                                                            | G 120                                 | 2                  | 6 G 120 consegnati. Operati dalla Lufthansa |          |  |
| Elicotteri                             |                                    |                                                                                   |                                       |                    | |          |  |
| Sikorsky CH-53 Sea Stallion            | Stati Uniti                        | elicottero da trasporto pesante                                                   | CH-53GACH-53GSCH-53GE                 | 4020               | Furono acquistati per l'esercito 112 CH-53G equivalenti al modello D, due dei quali furono forniti completi e 110 costruiti su licenza. Dal 1º gennaio 2013 sono stati trasferiti all'aeronautica militare e incorporati nel 64º Gruppo elicotteri. Di questi, 40 sono stati aggiornati allo standard CH-53GA e 20 allo standard CH-53GS. All'inizio del 2017, Airbus ha firmato un contratto con la difesa tedesca per l'aggiornamento di 26 elicotteri che si concluderà nel 2023. Al febbraio 2023 risultano ancora in organico 40 CH-53GA, 20 CH-53GS e sei CH-53GE. |          |  |
| Boeing CH-47 Chinook                   | Stati Uniti                        | elicottero da trasporto pesante                                                   | CH-47F Block II                       | 0                  | Il 1 giugno 2022, il Ministero della Difesa tedesco ha confermato di aver selezionato l'elicottero CH-47F Block II per soddisfare i requisiti del programma STH per le forze armate tedesche. Gli esemplari da acquistare saranno un massimo di 60 per un costo di 5 miliardi di dollari. Ordine per 60 CH-47F formalizzato il 20 luglio 2023. |          |  |
| Eurocopter AS 532 Cougar               | Francia                            | elicottero da trasporto VIP                                                       | AS 532U2                              | 3                  | 3 AS 532U2 da trasporto VIP ordinati, con i primi due entrati in servizio nel 1997 e il terzo nel 1998. |          |  |
| Airbus Helicopters H145M               | Unione europea                     | elicottero da trasportoelicottero d'attacco leggero                               | H145MH145M LAH                        | 150                | 15 H145M acquistati nel 2013 per il Kommando Spezialkräfte, in carico alla Luftwaffe e consegnati tra il 2015 e il 2017. Ulteriori 5 H145M LAH ordinati il 14 dicembre 2023. |          |  |

## Aeromobili ritirati
- Airbus A340-313 - 2 esemplari (2011-2023)[5][48][58][64][65][79][80]
- Airbus A310 MRTT - 4 esemplari (1991-2022)[5][58][81][82][82][83][84]
- Transport Allianz C-160D Transall - 110 esemplari (1968-2022)[5][85][86][87]
- Airbus A310 - versione da trasporto - 3 esemplari (1991-2021)[88]
- Dornier UH-1D Huey - 147 esemplari (1968-2013)[89]
- Mikoyan-Gurevich MiG-29G Fulcrum
- McDonnell Douglas F-4F Phantom II ICE
- McDonnell Douglas F-4E Phantom II
- McDonnell Douglas RF-4E Phantom II
- Dornier Alpha Jet A - 175 esemplari (?-?)[90]
- North American Rockwell OV-10B Bronco - 18 esemplari (1969-1990)
- Lockheed F-104F Starfighter
- Lockheed F-104G Starfighter
- Lockheed TF-104G Starfighter
- Fiat G.91R/3
- Fiat G.91T/3
- Canadair CL-13A Sabre Mk. 5
- Canadair CL-13B Sabre Mk. 6 - 200 esemplari (?-?)
- North American F-86K Sabre
- Republic F-84F Thunderstreak
- Republic RF-84F Thunderflash
- Republic F-84 Thunderjet

## Programma Caccia Franco-Tedesco
Il 13 luglio 2017 è stato siglato a Berlino un accordo di cooperazione e integrazione militare tra Francia e Germania.
L'accordo prevede la progettazione, lo sviluppo e la messa in produzione entro il 2028 di un caccia di 6ª generazione.
L'obbiettivo di Francia e Germania è di creare attraverso risorse e mezzi comuni una base per costituire un Esercito, Marina, e Aeronautica comuni sotto la guida dell'Unione Europea.
Altro obbiettivo del progetto è di competere sul mercato globale con gli americani F-35 e F-22, con il russo Su-57, con il turco TF-X, con i cinesi J-31 e J-20, e con il giapponese Mitsubishi F-2.
Secondo indiscrezioni e voci di corridoio gli ordini del nuovo caccia europeo e sarebbero congiunti non divisi tra i due paesi.